# Chiharu Igaya
Chiharu Igaya (jap. 猪谷千春 Igaya Chiharu; ur. 20 maja 1931 w Kunashiri-tō) – japoński narciarz alpejski, wicemistrz olimpijski i dwukrotny medalista mistrzostw świata.

## Kariera
W połowie lat 50' XX wieku Chiharu Igaya wyjechał do Stanów Zjednoczonych, gdzie kształcił się w Dartmouth College. W tym czasie wywalczył pięć tytułów mistrza USA: w kombinacji alpejskiej w latach 1954 i 1955, w slalomie w 1955 roku, zjeździe w 1955 roku oraz w gigancie w 1960 roku.
W 1952 roku wystartował na igrzyskach olimpijskich w Oslo, zajmując między innymi jedenaste miejsce w slalomie i dwudzieste w slalomie gigancie. Największy sukces osiągnął podczas igrzysk w Cortina d’Ampezzo w 1956 roku. Wywalczył tam srebrny medal w slalomie, rozdzielając na podium Austriaka Toniego Sailera i Stiga Sollandera ze Szwecji. Został tym samym pierwszym azjatyckim zawodnikiem w historii, który wywalczył medal olimpijski w narciarstwie alpejskim. Medal wywalczony przez Igayę jest też jedynym medalem olimpijskim dla Japonii w narciarstwie alpejskim. Na tych samych igrzyskach był też jedenasty w gigancie, a w biegu zjazdowym został zdyskwalifikowany. Na rozgrywanych dwa lata później mistrzostwach świata w Badgastein zdobył brązowy medal w slalomie. W zawodach tych wyprzedzili go tylko dwaj Austriacy: Josef Rieder i Toni Sailer. W Badgastein był ponadto szósty w gigancie i czwarty w kombinacji, w której w walce o podium lepszy okazał się Roger Staub ze Szwajcarii. Brał także udział w igrzyskach olimpijskich w Squaw Valley w 1960 roku, gdzie jego najlepszym wynikiem było dwunaste miejsce w slalomie. W 1960 roku zakończył karierę.
Po ukończeniu studiów i zakończeniu kariery Igaya pracował w branży ubezpieczeniowej, zostając prezydentem japońskiej filii American International Group. Równocześnie był też działaczem sportowym, zostając między innymi członkiem komitetu narciarstwa alpejskiego Międzynarodowej Federacji Narciarskiej (FIS) oraz wiceprezydentem Międzynarodowego Związku Triathlonu. W latach 1982–2012 był członkiem Międzynarodowego Komitetu Olimpijskiego, a w latach 2005–2009 był jego wiceprezydentem. Od 2012 roku jest honorowym członkiem MKOl. Procował także przy organizacji zimowych igrzysk olimpijskich w latach 1992–2006 oraz był doradcą Ministerstwa Edukacji i Ministerstwa Spraw Zagranicznych w Rządzie Japonii.
W 2012 roku otrzymał tytuł doktora honoris causa Japońskiego Uniwersytetu Nauk Sportowych. W tym samym roku otrzymał także Order Olimpijski.

## Osiągnięcia

### Igrzyska olimpijskie
| Miejsce | Dzień       | Rok  | Miejscowość       | Konkurencja | Czas biegu | Strata  | Zwycięzca        |
| ------- | ----------- | ---- | ----------------- | ----------- | ---------- | ------- | ---------------- |
| 20.     | 15 lutego   | 1952 | Oslo              | Gigant      | 2:25,0 min | +11,1 s | Stein Eriksen    |
| 24.     | 16 lutego   | 1952 | Oslo              | Zjazd       | 2:30,8 min | +14,2 s | Zeno Colò        |
| 11.     | 19 lutego   | 1952 | Oslo              | Slalom      | 2:00,0 min | +5,7 s  | Othmar Schneider |
| 11.     | 29 stycznia | 1956 | Cortina d’Ampezzo | Gigant      | 3:00,1 min | +15,5 s | Toni Sailer      |
| 2.      | 31 stycznia | 1956 | Cortina d’Ampezzo | Slalom      | 3:14,7 min | +4,0 s  | Toni Sailer      |
| DSQ     | 3 lutego    | 1956 | Cortina d’Ampezzo | Zjazd       | 2:52,2 min | -       | Toni Sailer      |
| 23.     | 21 lutego   | 1960 | Squaw Valley      | Gigant      | 1:48,3 min | +7,5 s  | Roger Staub      |
| 34.     | 22 lutego   | 1960 | Squaw Valley      | Zjazd       | 2:06,0 min | +19,0 s | Jean Vuarnet     |
| 12.     | 24 lutego   | 1960 | Squaw Valley      | Slalom      | 2:08,9 min | +11,3 s | Ernst Hinterseer |

### Mistrzostwa świata
| Miejsce | Dzień       | Rok  | Miejscowość       | Konkurencja | Czas biegu | Strata     | Zwycięzca        |
| ------- | ----------- | ---- | ----------------- | ----------- | ---------- | ---------- | ---------------- |
| 20.     | 15 lutego   | 1952 | Oslo              | Gigant      | 2:25,0 min | +11,1 s    | Stein Eriksen    |
| 24.     | 16 lutego   | 1952 | Oslo              | Zjazd       | 2:30,8 min | +14,2 s    | Zeno Colò        |
| 11.     | 19 lutego   | 1952 | Oslo              | Slalom      | 2:00,0 min | +5,7 s     | Othmar Schneider |
| 11.     | 29 stycznia | 1956 | Cortina d’Ampezzo | Gigant      | 3:00,1 min | +15,5 s    | Toni Sailer      |
| 2.      | 31 stycznia | 1956 | Cortina d’Ampezzo | Slalom      | 3:14,7 min | +4,0 s     | Toni Sailer      |
| DSQ     | 3 lutego    | 1956 | Cortina d’Ampezzo | Zjazd       | 2:52,2 min | -          | Toni Sailer      |
| 3.      | 2 lutego    | 1958 | Badgastein        | Slalom      | 1:55,1 min | +1,6 s     | Josef Rieder     |
| 6.      | 5 lutego    | 1958 | Badgastein        | Gigant      | 1:48,8 min | +6,5 s     | Toni Sailer      |
| 4.      | 9 lutego    | 1958 | Badgastein        | Kombinacja  | 0,36 pkt   | +11,70 pkt | Toni Sailer      |
| 23.     | 21 lutego   | 1960 | Squaw Valley      | Gigant      | 1:48,3 min | +7,5 s     | Roger Staub      |
| 34.     | 22 lutego   | 1960 | Squaw Valley      | Zjazd       | 2:06,0 min | +19,0 s    | Jean Vuarnet     |
| 12.     | 24 lutego   | 1960 | Squaw Valley      | Slalom      | 2:08,9 min | +11,3 s    | Ernst Hinterseer |